# Mitraon
Mitraon es una ciudad censal situada en el distrito de Delhi sudoeste,  en el territorio de la capital nacional,  Delhi (India). Su población es de 6512 habitantes (2011). 

## Demografía
Según el censo de 2011 la población de Mitraon era de 6512 habitantes, de los cuales 3478 eran hombres y 3074 eran mujeres. Mitraon tiene una tasa media de alfabetización del 86,91%, superior a la media estatal del 86,21%: la alfabetización masculina es del 93,75%, y la alfabetización femenina del 79,36%.